# 比布爾格羅夫鎮區 (伊利諾伊州克萊頓)
比布爾格羅夫（英語：Bible Grove）是位於美國伊利諾伊州克萊縣的一個行政鎮區。

## 地方資料
根據2010年美國人口普查的數據，比布爾格羅夫的面積為92.00平方千米，當中陸地面積為91.95平方千米，而水域面積為0.05平方千米。當地共有人口334人，而人口密度為每平方千米3.63人。